# Коммунистическая партия Новой Зеландии
Коммунистическая партия Новой Зеландии (КПНЗ; англ. Communist Party of New Zealand) — политическая партия, действовавшая в Новой Зеландии с 1921 по 1994. Одна из немногих компартий мира, поддержавших маоистскую КНР во время китайско-советского разрыва.

## История
Создана в марте 1921 на базе Новозеландской марксистский ассоциации и бывших членов Социалистической партии.
Партия стремилась стать боевым отрядом промышленных рабочих и добилась определённых успехов в шахтёрских городах западного побережья Южного острова. В конце 1920-х партия проводила работу среди всё возрастающей массы безработных. В рамках линии Коминтерна на создание народного фронта партия предприняла попытки взаимодействия с Лейбористской партией, однако они не увенчались успехом. Члены КПНЗ неоднократно подвергались арестам, а её печатный орган «Авангард» (The Vanguard) — изъятию.

На Всеобщих выборах 1935 года КПНЗ выступила оппонентом Лейбористской партии, выигравшей выборы и сформировавшей первое лейбористское правительство. В конце 1930-х КПНЗ приобрела значительное влияние в профсоюзной среде. Во главу партии встал способный лидер Джордж Уотсон (позднее погибший в годы Второй мировой войны).
После окончания Второй мировой войны КПНЗ приобрела серьёзное влияние в Оклендском объединении профессиональных союзов и расширила число своих сторонников более чем на 1000 человек.

После событий в Венгрии в 1956 большая часть видных интеллектуалов в рядах партии покинула её. В начале 1960-х в результате советско-китайских разногласий в КПНЗ произошёл раскол: большинство партии и её печатный орган «Голос народа» (The People’s Voice) заняла «антиревизионистские» позиции, а сторонники советской линии (среди которых было много работников Оклендских профсоюзов) организовали в 1966 Партию социалистического единства (с 1990 — Социалистическая партия Аотеароа).
После начала реформ Дэн Сяопина в Китае КПНЗ осудила новый курс КПК и сблизилась с позицией Албанской партии труда, возглавлявшейся Энвером Ходжей. Ряд лидеров КПНЗ, продолжавших поддерживать КПК (Вик Уилсокс, Алек Остлер, Дон Росс) были исключены из партии, после чего они сформировали Организационный комитет по созданию Коммунистической партии Новой Зеландии (марксистско-ленинской). В то же время бывшие члены Веллингтонской партийной организации, большая часть которых была исключена в 1970, основали Веллингтонскую марксистско-ленинскую организацию, которая в 1980 объединилась с Северной коммунистической организацией в Рабочий коммунистический союз.
После падения социалистических стран в Восточной Европе (включая Албанию) КПНЗ отказалась от поддержки политики «стран реального социализма», а её последний генсек Грант Морган в своём анализе рассматривал эти страны как госкапиталистические. Противники такого подхода обвинили партию в переходе на «троцкистские позиции» и основали Коммунистическую партию Аотеароа (маоистского толка) и Марксистско-ленинский коллектив (ходжаистского толка).
В 1994 КПНЗ объединилась с Международной социалистической организацией в Социалистическую рабочую организацию. Последняя затем приняла название «Социалистический рабочий» (Socialist Worker (Aotearoa)), оставаясь небольшой, но активной группой. «Социалистический рабочий» входил в клиффианскую Международную социалистическую тенденцию и призывал свой интернационал к теснейшему сотрудничеству с Венесуэльской революцией.

## Руководители
- Джордж Уотсон

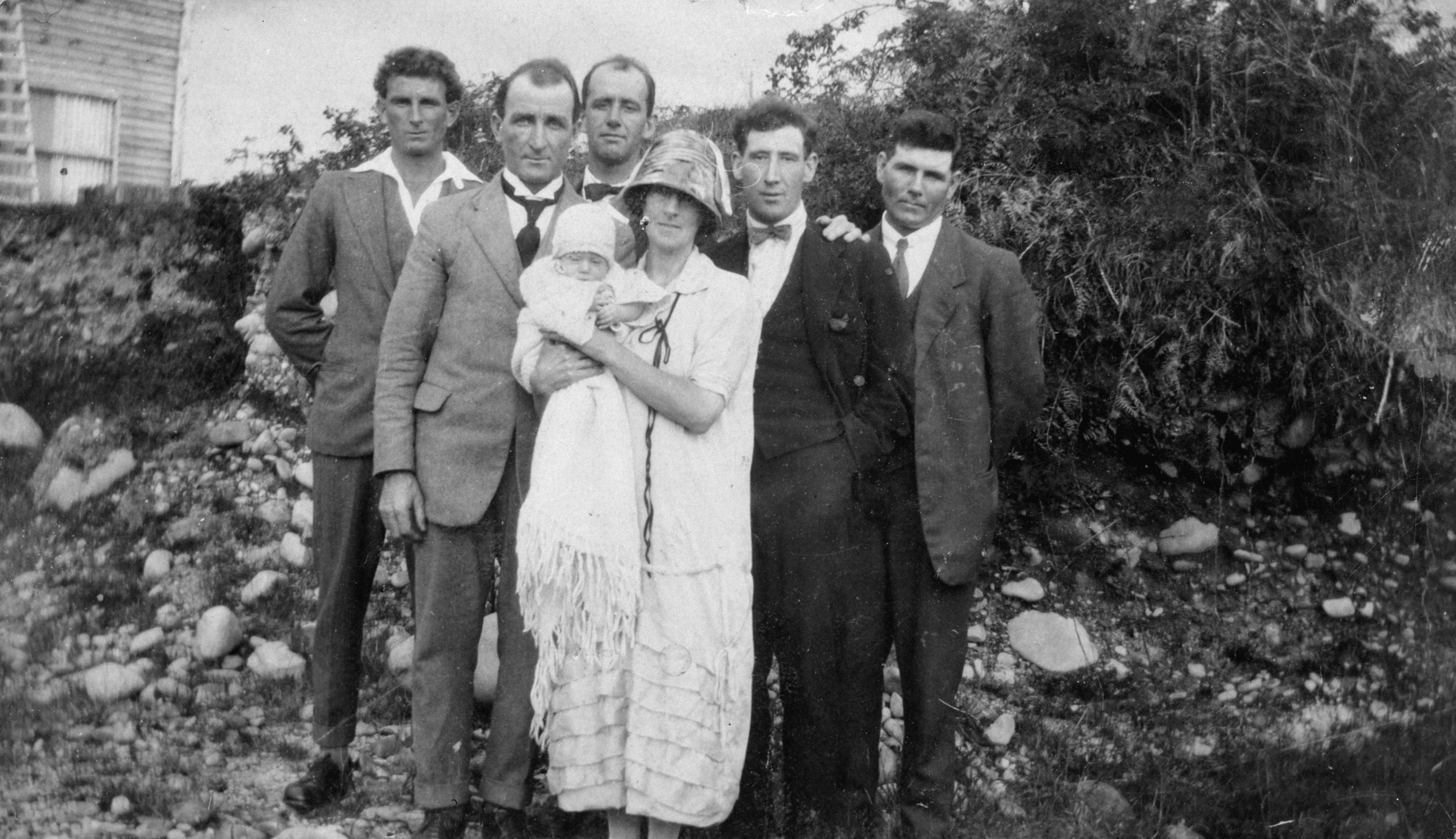
Группа членов КПНЗ в 1922 году

- Вик Уилкокс (руководитель КПНЗ в 1951 — октябрь 1966)
- Ричард Вульф (председатель КПНЗ на 1986)
- Грант Морган (генеральный секретарь КПНЗ)